# Isaac Todd
Pour les articles homonymes, voir Todd.
Isaac Todd (vers 1742 – 1819) était l'un des marchands les plus notables de Montréal après la conquête britannique de la Nouvelle-France, ainsi qu'un membre fondateur du Beaver Club à Montréal, et du Canada Club à Londres. Il était l'un des premiers partenaires de la Compagnie du Nord-Ouest avant qu'elle ne soit formalisée ; mais il est davantage connu du fait de son partenariat avec James McGill. En 1812, il acheta Buncrana Castle à Inishowen, dans le comté de Donegal, qu'il laissa à son neveu William Thornton-Todd, le jeune frère du commerçant en fourrure Andrew Todd.

## Les débuts
Fils de John Todd et d'Elizabeth Patterson, Isaac Todd est né vers 1742 à Coleraine, en Ulster (Irlande). Il était issu d'une famille de la gentry. Il commença à  faire du commerce en Ulster puis, il s'établit au Canada en 1764 et dès février 1765, il lança son entreprise à Montréal.

## Commerce des fourrures
Todd vivait à Montréal en 1764, et se lança bientôt dans le commerce des fourrures. À l'été 1766, il fut arrêté pour avoir commercé sans licence sur le lac Ontario, mais il semble que ce ne lui ait pas nui, peut-être parce qu'il avait des amis bien placés. Son partenaire à la fin des années 1760 était un autre Irlandais, Richard McNeal ; l'un d'eux gérait les affaires à Montréal pendant que l'autre (en général Todd) s'occupait de leur commerce à Detroit et Michilimackinac, où il devint ami avec Alexander Henry.

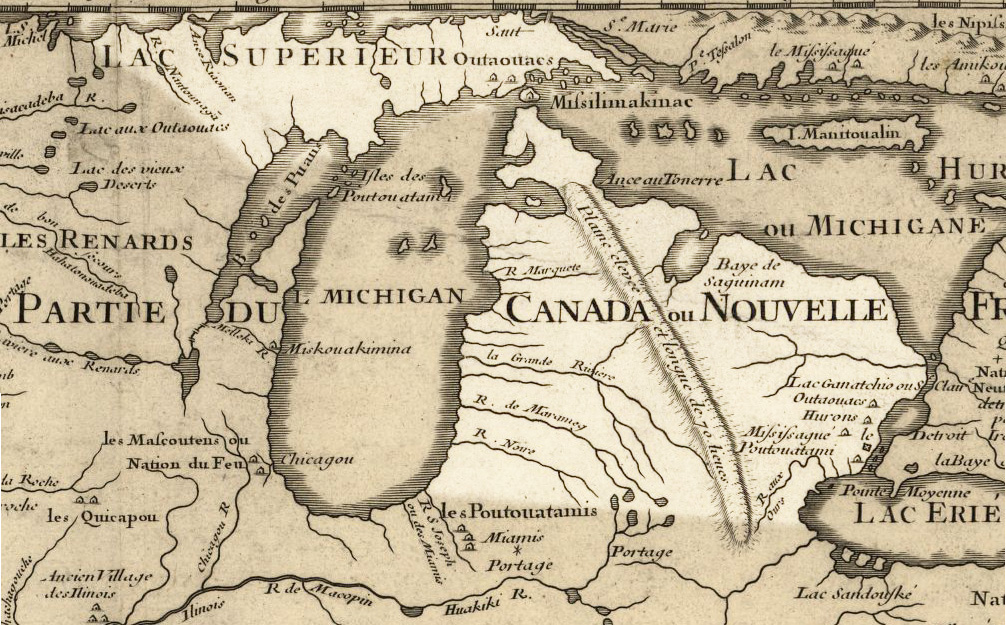
On peut voir Miſsilimakinac au centre en haut sur cette carte de la Louisiane et du cours du Mississipi par Guillaume Delisle en 1718

Le fait de commercer à Michilimackinac fit prendre conscience à Todd que des opportunités s'ouvraient au delà de Grand Portage ; et, à partir de 1767, il envoya des employés dans le Nord-Ouest, qui y commercèrent avec un succès considérable.
Dès le début des années 1770, Todd investit des montants considérables dans le commerce au delà de Grand Portage, en coopérant avec d'autres négociants de Montréal tels que Benjamin Frobisher et Maurice-Régis Blondeau dans le cadre de ce qu'on appelait parfois la North West Company. Le partenariat de Todd avec McNeall se termina en 1773 ; il était déjà en relations d'affaires avec James McGill, ce qui fut formalisé en 1776 dans la compagnie de Todd & McGill. Lors d'une visite en Angleterre en 1775-1776, Todd conclut un accord avec le négociant de Londres John Strettell (en) à fin de fournir des marchandises au nouveau partenariat, et Todd & McGill furent rapidement parmi les clients canadiens les plus importants de Strettell.
Todd et McGill continuèrent à participer au commerce du Nord-Ouest durant la guerre d'indépendance des États-Unis, mais lorsque la Compagnie du Nord-Ouest fut organisée sur une base de long terme en 1783-1784, ils n'y furent pas inclus, choisissant à la place de se concentrer sur le « commerce du Sud-Ouest », encore florissant qui partait du lac Michigan pour descendre la vallée du Mississipi. Ce commerce continua jusqu'à ce que les postes de Detroit et de Michilimackinac soient abandonnés aux Américains, en 1796. À cette époque, Todd s'était lancé dans la spéculation foncière, et avait probablement également d'autres affaires difficiles à documenter aujourd'hui. Il s'intéressa aux affaires publiques, mais ne brigua jamais une fonction politique ; il semble qu'il ait fait des allers et retours à travers l'Atlantique, sans décider où se fixer, et alarmant ses amis par ses plaintes au sujet de sa santé. En 1810, il fonde à Londres le Canada Club. L'année suivante, un navire de la compagnie du Nord-Ouest construit à Trois-Rivières est baptisé en son honneur Isaac Todd. En mai 1815, Isaac Todd retourne en Angleterre à Bath et il semble qu'il ne soit plus jamais retourné au Canada.
Il mourut en 1819 dans la ville balnéaire de Bath, dans le Somerset.
« Todd fut l’un des premiers chefs de file des marchands britanniques au Canada dans le domaine politique» alignant les pétitions, d'abord auprès du gouverneur Murray pour limiter les restrictions sur la traite des fourrures (1765-1766), puis auprès du roi George III pour se prononcer contre  l'Acte de Québec (1774), ensuite auprès de Lord Sydney (Thomas Townshend) secrétaire d'État à l'Intérieur et aux Affaires américaines  pour donner un compte-rendu de l'état du commerce des fourrues (1785), etc.

## Vie privée
Isaac Todd ne se maria jamais. Mais, avec sa gouvernante Jane Kyle, il eut une fille illégitime Eleanor qu'il reconnut et qu'il a pourvue dans son testament. Eleanor se maria en 1823 avec John Chambers au Buncrana Castle, la maison achetée par son père en 1812.